# Vlašim

Vlašim, Luftaufnahme (2018)

Vlašim (deutsch Wlaschim, älter auch Plesing) ist eine Stadt in der Region Středočeský kraj in Tschechien. Die Stadt liegt an der Blanice in der hügeligen Landschaft der Böhmisch-Mährischen Höhe.

Vlašim, Flugplatz, Luftaufnahme (2018)

## Geschichte
Archäologische Ausgrabungen konnten eine Besiedlung bereits in der Zeit bis 30.000 Jahre vor Beginn unserer Zeitrechnung nachweisen, vor etwa zweitausend Jahren siedelten sich Kelten in der Gegend an, etwa fünfhundert Jahre später Germanen, gefolgt von Slawen.
In alten Chroniken wird das Städtchen bereits im 13. Jahrhundert genannt. 1303 wurde erstmals die Burg erwähnt, die erste urkundliche Erwähnung der Stadt aus dem Jahr 1320 entdeckte Papst Pius XII. in Verbindung mit der Heiligsprechung der Agnes von Böhmen.
Bis 1363 herrschten in der Gegend die Herren von Wlaschim (z Vlašimi). 1363 gelangte Wlaschim an die Jensteiner (Jenštejnové), die sich fortan ebenfalls von Wlaschim nannten. Unter Johann Očko von Wlašim wurde das Städtchen zur Stadt erhoben. Von 1413 bis 1442 war Wlaschim im Besitz des Ritters Jan von Chotěmice, der es an die Herren Trčka von Lípa verkaufte, die die Stadt stark verschuldeten. 1546 verkauften sie Wlaschim dem Ritter Markvart Stranovský ze Svojovic, dem 1550 die Ritter Klenovští ze Ptení folgten. Von diesen gelangte es 1588 an die Ritter Vostrovcové z Kralovic, die sich bemühten, die Schulden der Stadt abzutragen. Deren Vertreter Johann gehörte zum Direktorium, das nach dem Ständeaufstand von 1618 eine provisorische Regierung bildete. Nach der Schlacht am Weißen Berg wurde er zum Tod verurteilt, seine Strafe jedoch in lebenslange Haft umgewandelt. Sein Vermögen fiel der Krone Böhmen zu und die Stadt kam 1621 an die Herren von Talmberg.
Durch die nachfolgende Rekatholisierung kam es zu Aufständen der überwiegend protestantischen Bevölkerung. Die Bauern und Bürger eroberten und plünderten Schlösser in Rataje, Domašín und Wlaschim. Nach der Plünderung des Barbara-Klosters in Beneschau wurden die Plünderer geschlagen, inhaftiert oder hingerichtet. Im Dreißigjährigen Krieg eroberten 1645 die Schweden Wlaschim, das sie besetzten und plünderten.
Nach weiteren kurzfristigen Besitzerwechseln gelangte Wlaschim 1744 an die Fürsten von Auersperg.
Im Jahre 1849 wurde die Stadt Sitz eines Gerichtsbezirks. 1895 erhielt Wlaschim einen Bahnhof an der Localbahn Beneschau–Wlaschim und 1914 ein Elektrizitätswerk mit Turbinen der österreichischen Firma J.M. Voith und Ausrüstung der Firma AEG in Betrieb genommen. 1918 bildete die Schuhindustrie den Schwerpunkt des Wirtschaftslebens, 1935 kam eine Waffenfabrik hinzu. Der Munitionshersteller Sellier & Bellot hat seinen Hauptsitz in Vlašim. Am 15. August 1937 wurde die Stadt Sitz des neuerrichteten Okres Vlašim / Bezirk Wlaschim. Im Zuge der Gebietsreform von 1960 und der Aufhebung des Okres Vlašim wurde Vlašim wieder dem Okres Benešov zugeordnet.

## Ortsgliederung
Die Stadt Vlašim besteht aus den Ortsteilen Bolina (Bolin), Domašín (Domassin, auch Neu-Domaschin), Hrazená Lhota (Lhota Hrazienau), Nesperská Lhota (Lhota Nesper), Polánka (Polanka), Vlašim (Wlaschim, älter auch Plesing) und Znosim (Snoßin).

## Sehenswürdigkeiten

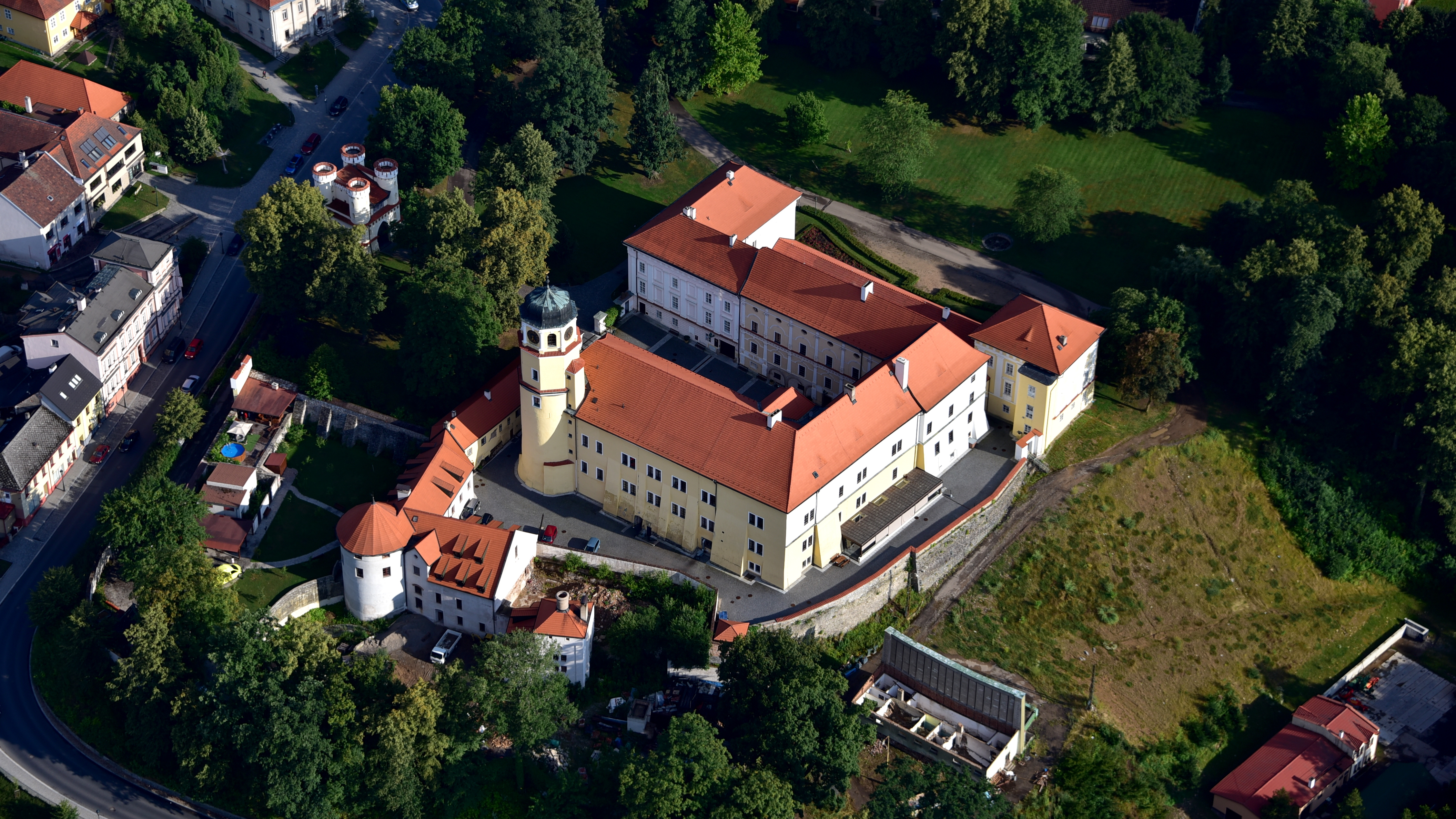
Schloss Vlašim

- Schloss Vlašim
- Jüdischer Friedhof

## Persönlichkeiten
- Johann Očko von Wlašim (etwa 1292–1380), römisch-katholischer Erzbischof von Prag
- Franz Schebek (1814–1862), böhmischer Baumeister
- Adolf von Auersperg (1821–1885), österreichischer Ministerpräsident
- Marcela Krinke Susmelj (1965–2024), Dressurreiterin